# Церковь Святого Августина (Нью-Йорк)
Собор Св. Августина (англ. St. Augustine's Church) — епископальная церковь в Нью-Йорке на Хенри-стрит, 290, между Монтгомери- и Джексон-стрит в нижней части восточной части Манхэттена. Внесена в Национальный реестр исторических мест США. 

## История
Построена в 1827—1829 годах как Свободная Церковь Всех Святых («свободная» от ренты) из манхэттенского сланца. Георгианская архитектура здания соседствует с неоготическими окнами. Проект приписывается архитектору Джону Хиту и включает в себя двойной фронтон и выступающую башню. В 1848 году церковь была расширена с добавлением святилища и пресвитерия.
Традиционно считается, что две простые галереи по обеим сторонам органного этажа могли использоваться для рабов, несмотря на то, что церковь была построена после освобождения рабов в Нью-Йорке.
В 1949 году приход объединился с часовней Св. Августина церкви Троицы. Объединенный приход использовал здание на Генри-стрит. В 1976 году приход стал независимым от церкви Троицы.
Здание стало достопримечательностью Нью-Йорка в 1966 году и было добавлено в Национальный реестр исторических мест США в 1980 году.